# Eingeweideknochen

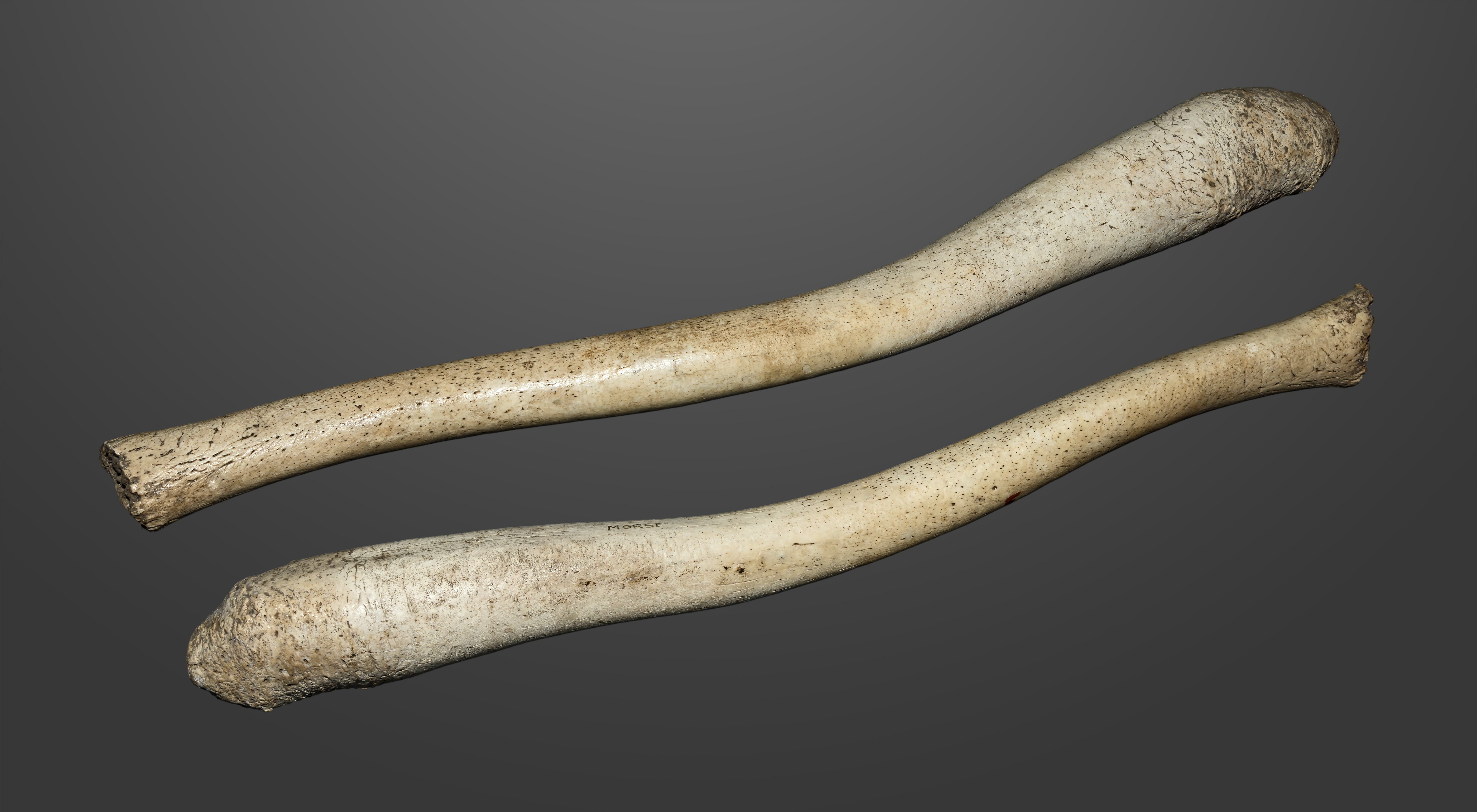
Penisknochen vom Walross

In der Tiermedizin sind Eingeweideknochen oder Vizeralknochen (Ossa visceralia) knöcherne Bildungen, die keine Beziehung zum Skelett besitzen, sondern in den Eingeweiden (Viscera) bzw. im Weichteilgewebe auftreten. Sie treten nur vereinzelt bei bestimmten Tiergruppen auf. Beispiele sind der Penisknochen bzw. ein Klitorisknochen vieler Säugetiere sowie der Herzknochen des Rindes. Ihre Gesamtheit ist das Viszeralskelett.

## Humanmedizin
In der älteren anatomischen Literatur wurde das menschliche Zungenbein zu den Viszeralknochen gezählt. Denn Viszeralknochen oder Viszeralknorpel waren diejenigen menschlichen Skelettabschnitte, die aus den Branchialbögen (embryonale Kiemenbogen) hervorgehen. Analog war das „Visceralskelet[t] [die] Gesamtheit der knorpligen und knöchernen Visceralbögen beziehungsweise das aus ihnen entstehende Skelet.“ Ebenso ist das Viszerokranium (Visceralschädel, Viscerocranium, Splanchnocranium, Gesichtsskelett) bei Mensch und Tier die Skelettkapsel für Gehirn, Nase, Augen und Ohren.
Als historische Zweitbedeutung wurde ein Viszeralknochen oder Viszeralknorpel beim Menschen früher als ein aus einer Kiemenbogenanomalie resultierender Knochen beziehungsweise Knorpel über einer angeborenen seitlichen Halsfistel definiert, also als „gewucherte Reste von Kiemenknorpeln bei angeborener Halsfistel.“